# Tower Hill (London Underground)

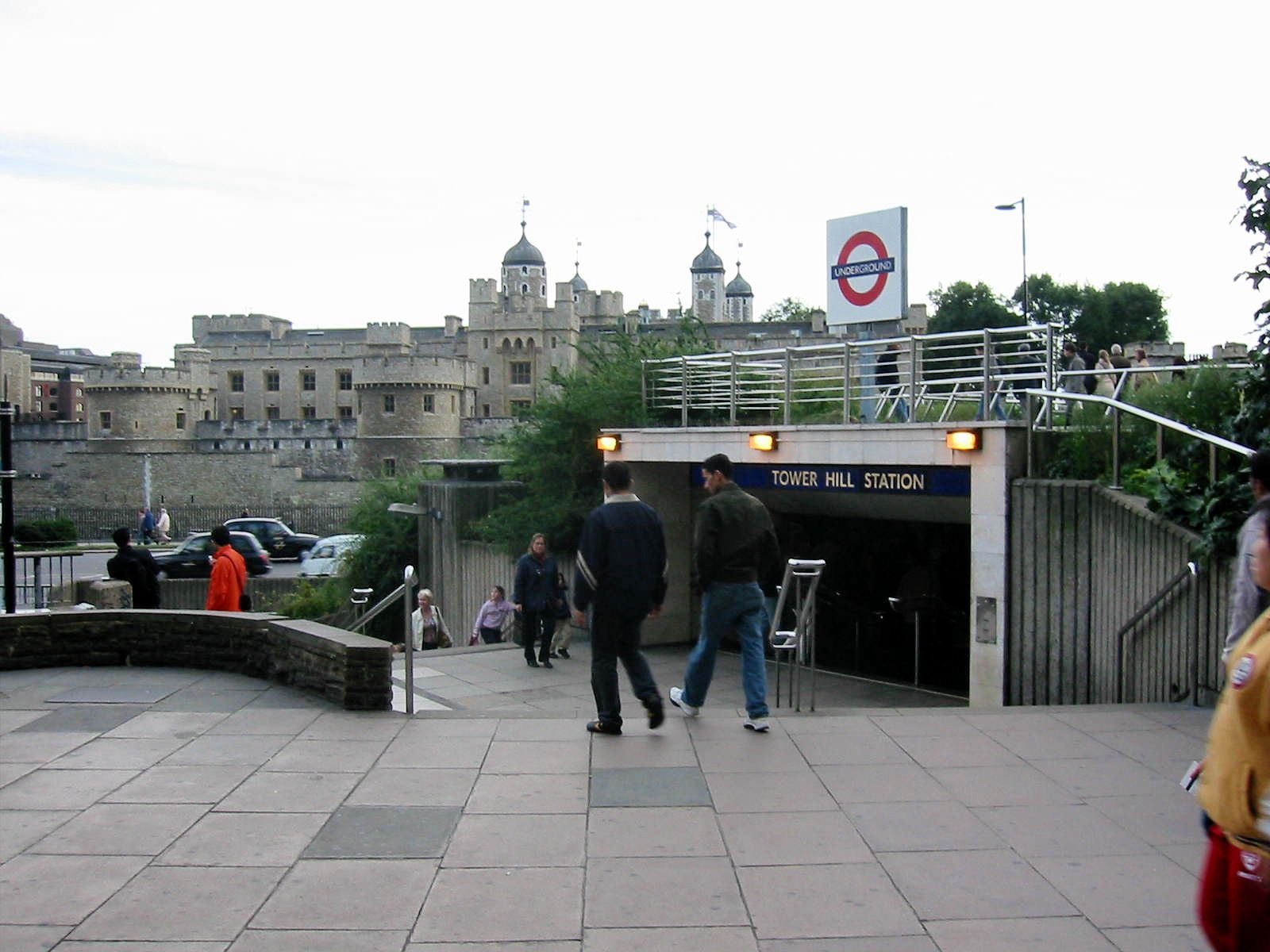
Eingang zur Station Tower Hill, im Hintergrund der Tower of London

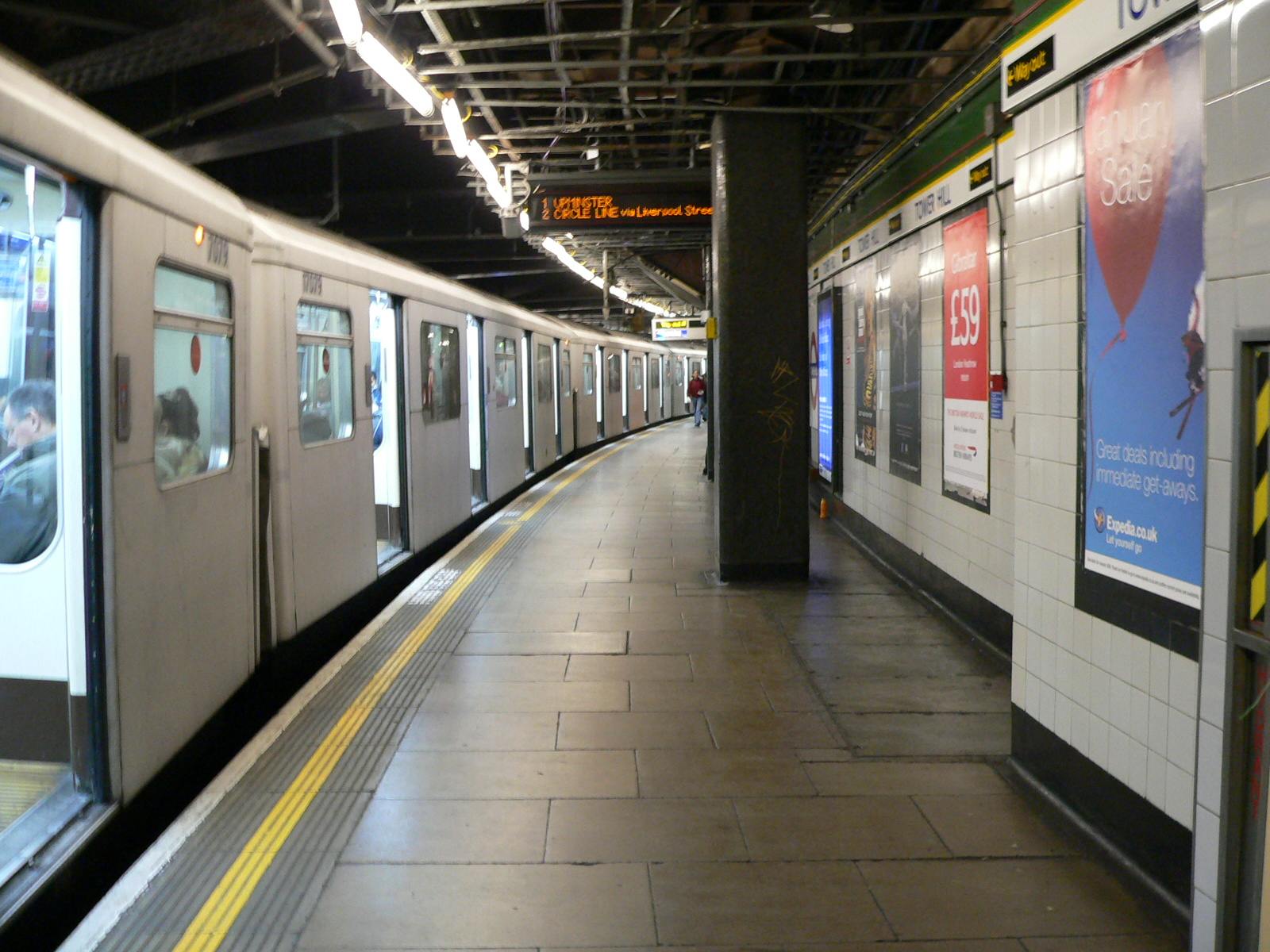
Bahnsteig mit District-Line-Zug

Tower Hill ist eine Tunnelstation der London Underground im Stadtbezirk London Borough of Tower Hamlets. Sie liegt in der Travelcard-Tarifzone 1 unterhalb der bedeutendsten Überreste des London Wall. Hier halten die Züge der Großprofillinien Circle Line und District Line. Im Jahr 2014 nutzten 26,32 Millionen Fahrgäste die Station. In unmittelbarer Nähe befinden sich der Tower of London (südlich), der Bahnhof Fenchurch Street (nördlich) und die Station Tower Gateway der Docklands Light Railway (nordöstlich).
Am 25. September 1882 eröffnete die Metropolitan Railway, die Vorgängergesellschaft der Metropolitan Line, die Station Tower of London. Die Metropolitan District Railway (die heutige District Line) schloss am 6. Oktober 1884 mit der Inbetriebnahme der Strecke Mansion House – Whitechapel die letzte Lücke der Ringstrecke, die um das gesamte Stadtzentrum Londons verläuft. Am selben Tag wurde die Station Tower Hill durch die etwas weiter westlich gelegene Station Mark Lane ersetzt.
Diese Station, die am 1. September 1946 in Tower Hill umbenannt worden war, erwies sich nach einigen Jahrzehnten als zu klein, um das steigende Verkehrsaufkommen bewältigen zu können. Insbesondere das Fehlen eines dritten Gleises für das Wenden von Zügen wirkte sich negativ auf den Betriebsablauf aus. Aus diesem Grund entstand am ursprünglichen Standort eine neue Station, wobei man alle Überreste der 1884 geschlossenen Station Tower of London beseitigte. Die neue Station Tower Hill wurde am 5. Februar 1967 in Betrieb genommen. In der Schalterhalle der Station Mark Lane befindet sich heute ein Restaurant. Das Bürogebäude darüber heißt Mark Lane Station Buildings. Der Eingang zur ehemaligen Station ist noch immer mit dem alten Namen beschriftet.